# Галбай
Галбай (рос. Галбай) — село Тункинського району, Бурятії Росії. Входить до складу Сільського поселення Галбай.
Населення — 462 особи (2015 рік).